# Carl Röchling

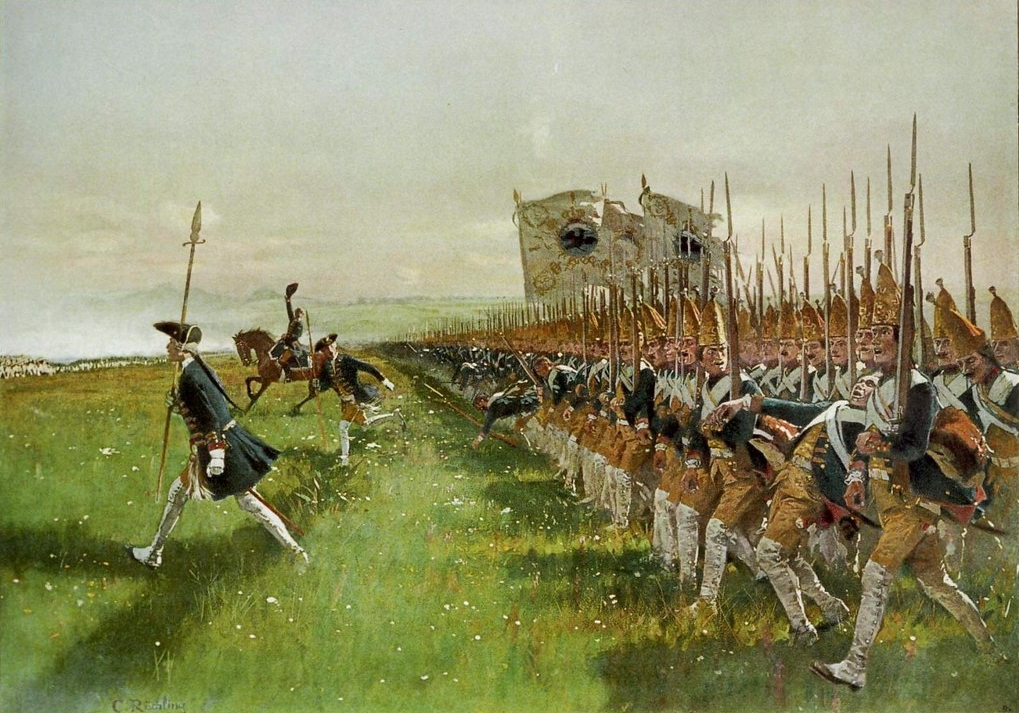
Avanço da infantaria prussiana na batalha de Hohenfriedeberg

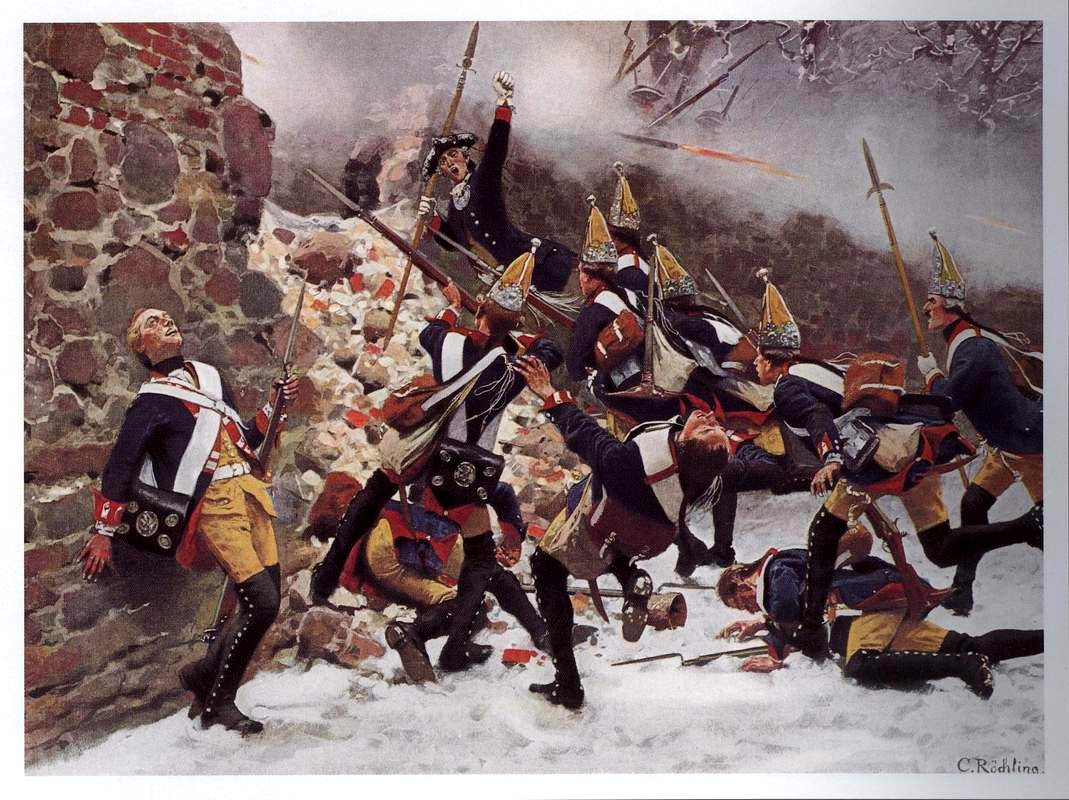
Prussianos avançando pela brecha na Batalha de Leuthen

Carl Röchling (Saarbrücken, 18 de outubro de 1855 – Berlim, 6 de maio de 1920) foi um ilustrador e pintor alemão conhecido pelas suas representações de temas relacionados à história militar.